# مالک جابر
مالک جابر (انگلیسی: Malik Jabir؛ زادهٔ ۸ دسامبر ۱۹۴۴) بازیکن و مربی فوتبال اهل غنا بود.
وی همچنین در تیم ملی فوتبال غنا بازی کرده‌است.